# Đông Thiệu
Đông Thiệu là tên một huyện cũ thuộc tỉnh Thanh Hóa. Địa danh này tồn tại từ năm 1977 đến năm 1982.

## Địa lý
Huyện Đông Thiệu có vị trí địa lý:
- Phía đông giáp thị xã Thanh Hóa và huyện Hoằng Hóa
- Phía nam giáp các huyện Quảng Xương và Nông Cống
- Phía tây giáp huyện Triệu Sơn
- Phía bắc giáp các huyện Thọ Xuân và Thiệu Yên.

Địa phận huyện Đông Thiệu tương đương với địa phận của 5 tổng: Thạch Khê, Lê Nguyễn, Quang Chiếu, Vận Quy, Đại Bối, một phần tổng Thọ Hạc của huyện Đông Sơn và tổng Lôi Dương của huyện Lôi Dương, phủ Thiệu Thiên đầu triều Nguyễn (đầu thế kỉ 19).
Trong đó, 11 trong số 16 xã của huyện Thiệu Hóa cắt về huyện Đông Thiệu (gồm Thiệu Viên, Thiệu Lý, Thiệu Vận, Thiệu Trung, Thiệu Đô, Thiệu Châu, Thiệu Vân, Thiệu Giao, Thiệu Khánh, Thiệu Dương, Thiệu Tân) thuộc địa bàn 2 tổng Vận Quy và Đại Bối, huyện Đông Sơn, phủ Thiệu Hóa. Năm 1900, triều Nguyễn tách 2 tổng Vận Quy và Đại Bối khỏi huyện Đông Sơn, nhập vào huyện Thuỵ Nguyên, phủ Thiệu Hóa.

## Lịch sử
Huyện Đông Thiệu được thành lập theo Quyết định số 177/CP ngày 5 tháng 7 năm 1977 của Hội đồng Chính phủ trên cơ sở sáp nhập 16 xã của huyện Thiệu Hóa ở hữu ngạn sông Chu (Thiệu Toán, Thiệu Chính, Thiệu Hòa, Thiệu Minh, Thiệu Tâm, Thiệu Viên, Thiệu Lý, Thiệu Vận, Thiệu Trung, Thiệu Đô, Thiệu Châu, Thiệu Vân, Thiệu Giao, Thiệu Khánh, Thiệu Dương, Thiệu Tân) vào huyện Đông Sơn. Phần còn lại của huyện Thiệu Hóa (gồm 15 xã: Thiệu Ngọc, Thiệu Vũ, Thiệu Thành, Thiệu Công, Thiệu Long, Thiệu Giang, Thiệu Quang, Thiệu Tiến, Thiệu Phúc, Thiệu Phú, Thiệu Hưng, Thiệu Duy, Thiệu Nguyên, Thiệu Hợp, Thiệu Thịnh) sáp nhập với huyện Yên Định để thành lập huyện Thiệu Yên.
Cùng trong năm 1977, các huyện Trung Sơn, Vĩnh Thạch, Lương Ngọc được thành lập.
Ngay sau khi thành lập, huyện lỵ Đông Thiệu đã được tỉnh Thanh Hóa cho đặt tại khu vực Ngã ba Chè, thuộc phạm vi các xã Thiệu Đô, Thiệu Vân, Thiệu Trung. Tuy nhiên sau này huyện lỵ lại đặt tại xã Đông Xuân, nay là thị trấn Rừng Thông.
Ngày 30 tháng 8 năm 1982, huyện Đông Thiệu đổi lại là huyện Đông Sơn nhưng vẫn giữ nguyên địa giới (gồm 36 xã). Cũng trong năm 1982, các huyện Trung Sơn, Vĩnh Thạch, Lương Ngọc chia thành các huyện như trước năm 1977.